# ドラーピア
ドラーピア（イタリア語: Drapia）は、イタリア共和国カラブリア州ヴィボ・ヴァレンツィア県にある、人口約2,000人の基礎自治体（コムーネ）。

## 地理

### 位置・広がり

#### 隣接コムーネ
隣接するコムーネは以下の通り。
- パルゲリーア
- リカーディ
- スピーリンガ
- トロペーア
- ザッカノーポリ
- ズングリ

## 行政

### 分離集落
ドラーピアには、以下の分離集落（フラツィオーネ）がある。
- Brattirò, Carìa, Gasponi